# Слънце недосегаемо
„Слънце недосегаемо“ е четвъртата книга от змейската поредица на писателя Николай Теллалов, предхождана от романите „Да пробудиш драконче“, „Царска заръка“ и „Пълноземие“.
Романът има дълга история – започнат през есента на 1998 г., той е окончателно завършен през януари 2007 г. Историите, разказани в „Слънце недосегаемо“, се разгръщат в над 1000 стандартни страници.
След няколко неуспешни опити на автора да предложи книгата си за издаване в различни издателски къщи, Фондация Човешката библиотека подема инициатива да я издаде. Фондацията разчита на името на автора и на свои съмишленици за набирането на средства, необходими за издаването на романа.
Книгата е отпечатана на 100% рециклирана хартия.

## Резюме
Вселената ни прилича на книга, в която всяка страница е слой реалност, относително самостоятелно от другите измерение. Но както всяка книга е обединена от една идея, така и реалностните слоеве не са напълно чужди помежду си.
Народните приказки разказват за Долна земя, обитавана от змейове и други митични същества. В този слой реалност Слънцето е малко по-масивно и горещо, а Юпитер също пламти на небосвода като второ, по-малко слънце. Тамошният образ на Земята се нарича Кашеп, населен от различни народи и племена, познати в човешката реалност като самодиви, върколаци, вампири... Там още съществува архипелагът Атлантида.
След много премеждия в това измерение попада и човекът Радослав. Той е напуснал родния си слой реалност, за да търси своята любима, Верена. Преди време се е натъкнал на нея, заточена в скала с магическо заклинание. Тя е дъщеря на змей и княгиня от древна България; престояла е в камъка единайсет века. Радослав успява да развали магията, защото е далечен потомък на заклинателя – колобъра Радан, бунтовник против християнската власт и вяра, жрец на стария бог Тангра.
Верена при драматични обстоятелства открива отворен Проход към реалността на своите съплеменници, ала Радослав не успява да премине в точния миг, затова пътят му към Долната земя се оказва доста заобиколен: той минава през алтернативна вселена, където човешката история е малко по-различна от познатата ни.
Сега Дичо се е завърнал в нужното му измерение, но не е уцелил мястото. Змейското гнездовище се намира на най-голямата от луните на Кашеп – от която го делят милиони километри вакуум.
Съществува и друга пречка – войната.
От няколко века реалността на Долната земя стене под ударите на нашественици – високотехнологична цивилизация от хуманоиден тип, която кашепските народи свързват с унищожената земна Атлантида. Обединени от змейовете, кашепци отблъскват жестокия и безмилостен враг. Радослав взема участие в тази битка, осъзнал напълно, че тя е и негова.
Два змея са негови съратници в това му последно изпитание преди да се събере със своята любима.
Единият, поради превратностите на войната, е роден в човешката реалност, в човешко тяло, с човешко име – Иван. Проследяваме неговата съдба: различен от другите, трудно достигнал до истината за себе си, платил скъпо, за да бъде в крайна сметка себе си.
В последната битка Иван и побратимът му, змеят Алванд, са принудени да оставят Радослав блокиран в килия на летяща змейска крепост, пленена от врага. За да продължат бойната си задача, им се налага да преминат през реалността на хората. Иван отново попада в света, където е преминало детството и юношеството му. Среща свои близки, запознава Алванд с чудатите и противоречиви същества – хората.
За змейовете човечеството не изглежда много красиво, но змейският взор е проницателен и открива достатъчно изкупителни и обнадеждаващи черти, заради които днешните хора имат шанса да не повторят грешките на Атлантида и да не бъдат унищожени като древните атланти, понеже представляват заплаха за собствения си свят.
| „ | „...– Змеят е свобода, Радо, а свободата е от нищо да не изпитваш долния животински страх – страх от живота, което значи ужас пред смъртта, страх пред истината, което значи да си в плен на лъжата. Да си господар на чувствата и настроенията си, да си над тях! Тоест – да летиш високо! Естествено, като владееш емоциите, не значи да си безчувствен, напротив... Змейовете сме като с одрани кожи – чувстваме твърде много. И затова сме развили способността да сме силни – за да го понесем. Не да се крием зад обезболяващи... "Следвай своята Съдба и не пречи на другите да вършат същото! Не бягай от Съдбата си, не търси чужди Пътища, не ги отнемай от никого. Упътвай, ала не мъкни никого по Пътя на неговата орис!" Така се превежда на човешки Първият закон на шарканите.“ | “ |